# Shin Hyung-min
Shin Hyung-min (신형민?, 申光敏?; Seul, 18 luglio 1986) è un calciatore sudcoreano, centrocampista del Cheonan City.

## Palmarès

### Club

#### Competizioni nazionali
- Coppa della Corea del Sud: 2

Pohang Steelers: 2008
Jeonbuk Hyundai: 2020
- Coppa di Lega sudcoreana: 1

Pohang Steelers: 2009
- Campionato sudcoreano: 5

Jeonbuk Hyundai: 2014, 2017, 2018, 2019, 2020

#### Competizioni internazionali
- AFC Champions League: 2

Pohang Steelers: 2009
Jeonbuk Hyundai: 2016